# Neal Jones (Musiker)
Neal Gordon Jones (* 25. März 1922 in Scotts Hill, Tennessee; † 13. Juli 2005 in Waynesboro, Tennessee) war ein US-amerikanischer Country-Musiker. Jones arbeitete während seiner Karriere bei mindestens acht verschiedenen Radiostationen.

## Leben
Geboren in Tennessee, begann Neal Jones seine Karriere 1940 bei WTJS in Jackson, Tennessee. In den nächsten Jahren war er auf verschiedenen Stationen in Tennessee zu hören, unter anderem auch in Memphis auf WMPS und WREC.
1955 nahm Jones einen jungen Gitarristen namens Willie Nelson für die Musician‘s Union unter Vertrag. Nelson war gerade dabei, Aufnahmen mit Frankie Miller zu machen, doch Nelson war noch nicht in der Union gewesen. Jones machte 1955 für Columbia Records ebenfalls erste Aufnahmen in Jim Beck’s Studio in Dallas, Texas. Es wurden insgesamt acht Singles veröffentlicht, darunter Maybe Next Week Sometime, Play It Cool und Hot Jing Jolly. Während dieser Zeit war Jones auch auf KTLA in Shreveport, Louisiana, und auf verschiedenen Sendern in Texas zu hören.
Später machte Jones auch Aufnahmen für Starday Records und 1961 für D Records.

## Diskografie
| Jahr             | Titel                                                              | #         | Anmerkungen |
| ---------------- | ------------------------------------------------------------------ | --------- | ----------- |
| Columbia Records |                                                                    |           |             |
|                  | Who-R-O-Ee My Life Had Just Begun / Walkin’ Plowin’ Talkin’ Cryin’ | 21236     |             |
| 1954             | Maybe Next Week Sometime / Foolin’ Women                           | 21922     |             |
|                  | Hot Jing Jolly / Down Boy                                          | 21356     |             |
| 1955             | I’m Playing It Cool / High Steppin’ Baby                           | 21415     |             |
|                  | What This World Needs / Two Wrongs                                 | 21475     |             |
|                  | Before My Time / You Can’t Unkiss That Kiss                        | 40805 [!] |             |
| Starday Records  |                                                                    |           |             |
|                  | ? /?                                                               | ?         |             |
| D Records        |                                                                    |           |             |
| 1961             | Woman of Sin / Woman Behind This Man                               | 1163      |             |
| 1961             | Dead Lost / Looking Up                                             | 1213      |             |